# Rozdol
Rozdol  (ucraniano: Роздол) es una localidad del Raión de Berezivka en el Óblast de Odesa de Ucrania. Según el censo de 2001, tiene una población de 804 habitantes.